# Sprague Grayden

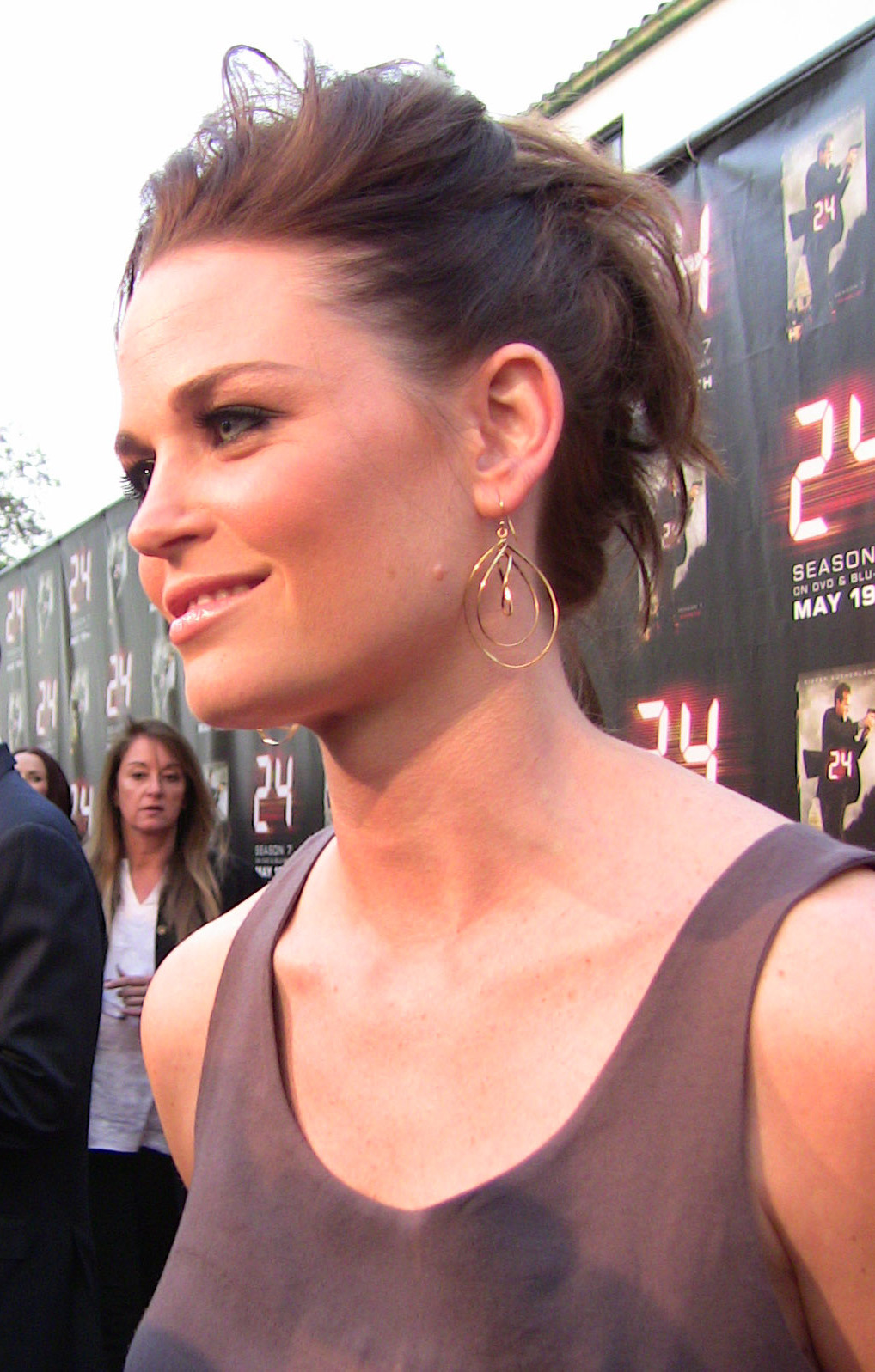
Sprague Grayden (2009)

Sprague Grayden (* 21. Juli 1980 in Manchester-by-the-Sea, Massachusetts) ist eine US-amerikanische Film- und Theaterschauspielerin, die seit ihrem fünften Lebensjahr auf einer Bühne steht. Ihr Pseudonym Sprague Grayden setzt sich aus Sprague, dem Geburtsnamen ihrer Mutter, und ihrem eigentlichen Nachnamen zusammen.

## Leben und Karriere
Sprague Grayden wurde 1980 als Tochter von zwei Lehrern in Manchester-by-the-Sea im US-Bundesstaat Massachusetts geboren. Im Alter von fünf Jahren wurde sie von einem Talentsucher auf einer Party entdeckt und später für Werbeaufnahmen gebucht. Als Kind wirkte sie auch in Bühnenstücken mit, wie beispielsweise in Strong Man's Weak Child von Israel Horovitz. Ihr Leinwanddebüt feierte sie 1989 in einer kleinen Rolle des Kinofilms Dad an der Seite von Kevin Spacey und Ethan Hawke. Da ihre Eltern großen Wert auf eine solide Schulausbildung legten, besuchte sie nach Abschluss der Manchester High School das Barnard College in New York City, welches sie mit einem Bachelor of Arts (B.A.) absolvierte. Während ihrer Studienzeit wurde sie Mitglied einer Off-Broadway-Spielstätte in New York City, wo sie in diversen Bühnenstücken als Darstellerin mitwirken konnte.
Ihre eigentliche Karriere als Schauspielerin startete Grayden nach ihrem Studium. Obwohl sie sich für Theaterrollen bewarb und für diese auch vorsprechen durfte, erlangte sie 2001 eine kleine Rolle in dem Horrorfilm Biohazardous, gefolgt von einem Gastauftritt in der Fernsehserie Law & Order. Einen kleinen Erfolg als Schauspielerin konnte sie 2001 mit der Verkörperung der Karen Kawalski in der Serie Der Fall John Doe! verbuchen. Diese immer wiederkehrende Filmrolle verschaffte ihr in der Folgezeit Auftritte in Serien wie Crossing Jordan – Pathologin mit Profil, Die himmlische Joan und Six Feet Under – Gestorben wird immer. Als Olivia Taylor, „First Daughter“ der US-Präsidentin Allison Taylor, wirkte sie in einigen Folgen der siebten Staffel der Serie 24 mit.

## Filmografie (Auswahl)
- 1989: Dad
- 2001: Biohazardous
- 2002: Der Fall John Doe! (John Doe, Fernsehserie, 14 Folgen)
- 2002, 2009: Law & Order: Special Victims Unit (Fernsehserie, Folge 3x16, 10x21)
- 2003: Sixteen to Life (Fernsehfilm)
- 2004: Crossing Jordan – Pathologin mit Profil (Crossing Jordan, Fernsehserie, Folge 4x03)
- 2004–2005: Die himmlische Joan (Joan of Arcadia, Fernsehserie, 9 Folgen)
- 2004–2005: Six Feet Under – Gestorben wird immer (Six Feet Under, Fernsehserie, 9 Folgen)
- 2005: Over There – Kommando Irak (Over There, Fernsehserie, 12 Folgen)
- 2005: One Tree Hill (Fernsehserie, Folge 2x18)
- 2006–2008: Jericho – Der Anschlag (Jericho, Fernsehserie, 18 Folgen)
- 2006: CSI: NY (Fernsehserie, Folge 2x15)
- 2006: Mein erster Mord (Mini’s First Time)
- 2007: Weeds – Kleine Deals unter Nachbarn (Weeds, Fernsehserie, 3 Folgen)
- 2007: Private Practice (Fernsehserie, Folge 1x07)
- 2008: Sons of Anarchy (Fernsehserie, 7 Folgen)
- 2008: Without a Trace – Spurlos verschwunden (Without a Trace, Fernsehserie, Folge 6x16)
- 2009: Wake
- 2009: CSI: Miami (Fernsehserie, Folge 7x23)
- 2009: 24 (Fernsehserie, 14 Folgen)
- 2009: Criminal Minds (Fernsehserie, Folge 5x15)
- 2010: Paranormal Activity 2
- 2010: Three Rivers Medical Center (Three Rivers, Folge 1x11)
- 2010: Drop Dead Diva (Fernsehserie, Folge 2x07)
- 2010: Law & Order: LA (Law & Order: Los Angeles, Fernsehserie, Folge 1x06)
- 2011: Dr. House (House, Fernsehserie, Folge 7x09)
- 2011: Paranormal Activity 3
- 2011: Grey’s Anatomy (Fernsehserie, Folge 7x22)
- 2011: Prime Suspect (Fernsehserie, Folge 1x10)
- 2012: Touch (Fernsehserie, Folge 1x04)
- 2012: Major Crimes (Fernsehserie, Folge 1x09)
- 2012–2013: White Collar (Fernsehserie, 3 Folgen)
- 2013: Low Winter Sun (Fernsehserie, 10 Folgen)
- 2014: The Following (Fernsehserie, 8 Folgen)
- 2015: True Detective (Fernsehserie, Folge 2x06)
- 2016: Code Black (Fernsehserie, Folge 1x17)
- 2016: Rush Hour (Fernsehserie, Folge 1x09)
- 2016: Pretty Little Liars (Fernsehserie, Folge 7x08)
- 2016: Lethal Weapon (Fernsehserie, Folge 1x01)
- 2016: Navy CIS: New Orleans (NCIS: New Orleans, Fernsehserie, Folge 3x02)
- 2017: OH BABY (Kurzfilm)
- 2017: Sedation (Kurzfilm)
- 2018: JAMIE (Kurzfilm)
- 2018: Das geheimnisvolle Kochbuch (Just Add Magic, Fernsehserie, 7 Folgen)
- 2018: Kevin (Probably) Saves the World (Fernsehserie, Folge 1x13)
- 2018: Seven Seconds (TV-Miniserie, 3 Folgen)
- 2018: The Last Ship (Fernsehserie, 2 Folgen)
- 2018: Seattle Firefighters – Die jungen Helden (Station 19, Fernsehserie, Folge 2x07)
- 2018–2019: Dirty John (Fernsehserie, 5 Folgen)
- 2019: Navy CIS: L.A. (NCIS: Los Angeles, 2 Folgen)
- 2019: The Fix (Fernsehserie, 2 Folgen)
- 2019: What Just Happened??! (Fernsehserie, Folge 1x08)
- 2019: Samir
- 2020: Interrogation – Deine Zeit läuft ab! (Interrogation, Fernsehserie, 2 Folgen)
- 2020: A Million Little Things (Fernsehserie, 3 Folgen)
- 2020: Gossamer Folds
- 2021: Hightown (Fernsehserie, Folge 2x03)